# E-bilet autostradowy
e-bilet autostradowy – funkcjonująca w latach 2021–2023 usługa w ramach systemu e-TOLL dla użytkowników pojazdów lekkich, jedna z metod płatności za przejazd po płatnych odcinkach autostrad zarządzanych przez GDDKiA: A2 Konin-Stryków i A4 Wrocław-Sośnica. Została uruchomiona 1 grudnia 2021 roku dla samochodów osobowych, motocykli i pojazdów o łącznej masie całkowitej nieprzekraczającej 3,5 tony. 1 lipca 2023 roku, w związku z zakończeniem poboru opłat od pojazdów lekkich, zaprzestano dalszej dystrybucji e-biletów.

## Zasady działania
e-bilet autostradowy można było kupić z 60-dniowym wyprzedzeniem, podając jedynie niezbędne dane (numer rejestracyjny samochodu, odcinek autostrady oraz planowaną datę i godzinę rozpoczęcia przejazdu) w:
- aplikacji e-TOLL PL BILET[3]
- sieci dystrybucji partnerów Krajowej Administracji Skarbowej[4]

Bilet był ważny 48 godzin od wskazanej daty rozpoczęcia przejazdu. Można było go zwrócić przed zadeklarowaną datą i godziną rozpoczęcia podróży w taki sam sposób, w jaki został kupiony. Każdy e-bilet autostradowy posiadał swój unikatowy numer identyfikacyjny biletu. Kierowca powinien był go zachować i przedstawić w przypadku kontroli lub zwrotu biletu.
Za przejazd tymi odcinkami w systemie e-TOLL kierowcy mogli zapłacić również w aplikacji e-TOLL PL, korzystając z urządzeń GPS (OBU i ZSL) dopuszczonych do systemu e-TOLL lub za pomocą dedykowanej strony internetowej.

## System e-TOLL na autostradach
Od 1 grudnia 2021 roku użytkownicy samochodów osobowych i motocykli płacili za przejazdy płatnymi odcinkami autostrad A2 Konin-Stryków i A4 Wrocław-Sośnica jedynie w sposób elektroniczny. System manualny nie jest już dostępny. Kierowcy, którzy wjeżdżali na płatny odcinek autostrady, nie zatrzymywali się już, żeby pobrać bilet kartonikowy, a zjeżdżając – aby bilet opłacić u inkasenta. Ruch odbywa się płynnie, w trybie tzw. free flow.